# PlayStation TV
PlayStation TV (сокращенно PS TV), известная в Японии и других частях Азии как PlayStation Vita TV или PS Vita TV, представляет собой микроконсоль и непортативный вариант PS Vita. Он был выпущен в Японии 14 ноября 2013 г., а также в Европе и Австралии 14 ноября 2014 г.
Управляемая с помощью контроллеров DualShock 3 или DualShock 4, PS TV способна запускать многие игры и приложения для PlayStation Vita с физических картриджей, либо загружая их через PlayStation Store. Однако не весь контент совместим с устройством, поскольку некоторые функции PS Vita, такие как гироскоп и микрофон, недоступны на PS TV. Тем не менее, PS TV может эмулировать сенсорный ввод как для передней, так и для задней сенсорной панели Vita с помощью контроллера PS3 и PS4.
В Японии существовали «PlayStation TV» — так назывались розничные киоски PlayStation 3 с 2006 по 2014 год, которые состояли из устройства PS3, ЖК-монитора и нескольких контроллеров.

## История

### Выпуски
Система была выпущена в Японии 14 ноября 2013 года. Устройство само по себе продавалось за 9 954 иены с учётом налогов (около 100 долларов США), в то время как версия в комплекте с картой на 8 ГБ и DualShock 3 продавался по цене 14 994 иен (около 150 долларов США).
Эндрю Хаус, генеральный директор Sony Computer Entertainment, пояснил, что Sony надеялась использовать PS Vita TV для проникновения на китайский игровой рынок, где игровые приставки ранее были запрещены. PS Vita TV была выпущена в пяти других странах Юго-Восточной Азии и в особом регионе Гонконге 16 января 2014 г. На E3 2014 было объявлено, что система для Северной Америки и Европы под названием PlayStation TV будет выпущена в квартале 2014 года. Окончательные даты выпуска западной версии были объявлены на Gamescom 2014.
30 апреля 2014 г. было выпущено обновление системного программного обеспечения 3.15, которое включило функцию удаленного воспроизведения PS4 для PS Vita TV. В октябре 2014 года система была обновлена, чтобы её можно было использовать с учётными записями PlayStation Network, созданными за пределами исходных территорий запуска Японии и Азии после выпуска обновления прошивки системного программного обеспечения версии 3.30, которое также переименовывает систему PS Vita TV в PS TV в системных меню.
Открытые бета-тесты функций PlayStation Now на PS TV начались 14 октября 2014 года в Северной Америке, в тот же день, когда там была выпущена PS TV. К концу марта в Европе Sony снизила цену на PlayStation TV на 40 %, установив новую цену в 59,99 евро. На той же неделе продажи выросли на 1272 %.
28 февраля 2016 года Engadget сообщил, что Sony прекратила поставки PlayStation TV в Японию. Sony подтвердила, что поставки в Америку и Европу были прекращены в конце 2015 года, однако, вопреки сообщениям, они продолжатся в Азии.

## Функции

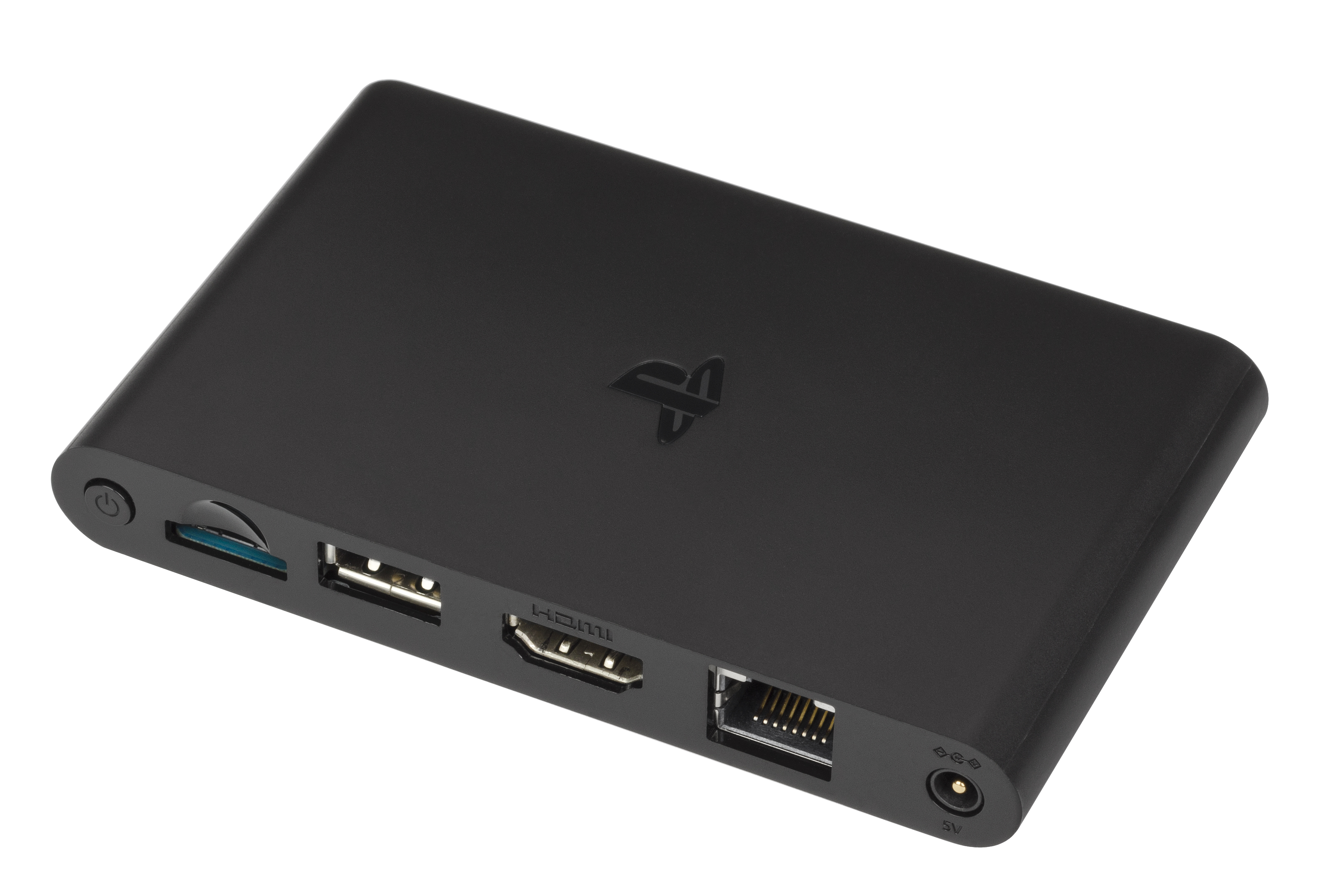
Порты на PlayStation Vita TV

Вместо экрана консоль подключается к телевизору через HDMI. Пользователи могут играть с помощью контроллера DualShock 3 (с функционалом для DualShock 4, добавленные с обновлением прошивки 3.10, выпущенным 25 марта 2014 г.), хотя из-за различий в функциях между контроллером и портативкой некоторые игры несовместимы с PS Vita TV, например те, которые требуют микрофон, камеру или гироскоп. Утверждается, что устройство совместимо с более чем 100 играми для PS Vita, а также с различными цифровыми играми для PlayStation Portable, PlayStation и PC Engine, а также с некоторыми играми для PlayStation 3, транслируемыми из сервиса PlayStation Now. Sony технически называет это устройство серией VTE-1000, чтобы отличить его от портативных моделей PS Vita серии PCH-1000/2000.
По словам Мунеки Симада, директора второго отдела Sony по разработке программного обеспечения, оригинальная серия PCH-1000 для PlayStation Vita уже включает в себя апскейлер, поддерживающий разрешение до 1080i, однако было решено отказаться от идеи вывода видео для оригинальной Vita в пользу выпуска PlayStation Vita TV в качестве отдельного устройства для подключения к телевидению. Встроенный скейлер был удален из модели PlayStation Vita серии PCH-2000.
Система поддерживает совместимость Remote Play с PlayStation 4, что позволяет игрокам транслировать игры с PlayStation 4 на отдельный телевизор, подключенный к PS Vita TV, а также позволяет пользователям транслировать контент с таких видеосервисов, как Hulu и Niconico, а также получать доступ к PlayStation Store. Функциональность PS4 Remote Play для PS Vita TV получила полную поддержку с выпуском обновления прошивки 1.70 PS4. Устройство включает в себя программные функции PS Vita, такие как веб-браузер и почтовый клиент. В будущем планируется поддержка медиасервера и DLNA для удаленной потоковой передачи видео и передачи изображений/аудиофайлов.
Размер консоли 6,5. см на 10,5 см, размером с колоду игральных карт.
Он питается (и поставляется с) той же моделью / типом адаптера питания, который использовался для оригинальной PlayStation Portable.

## Оценки

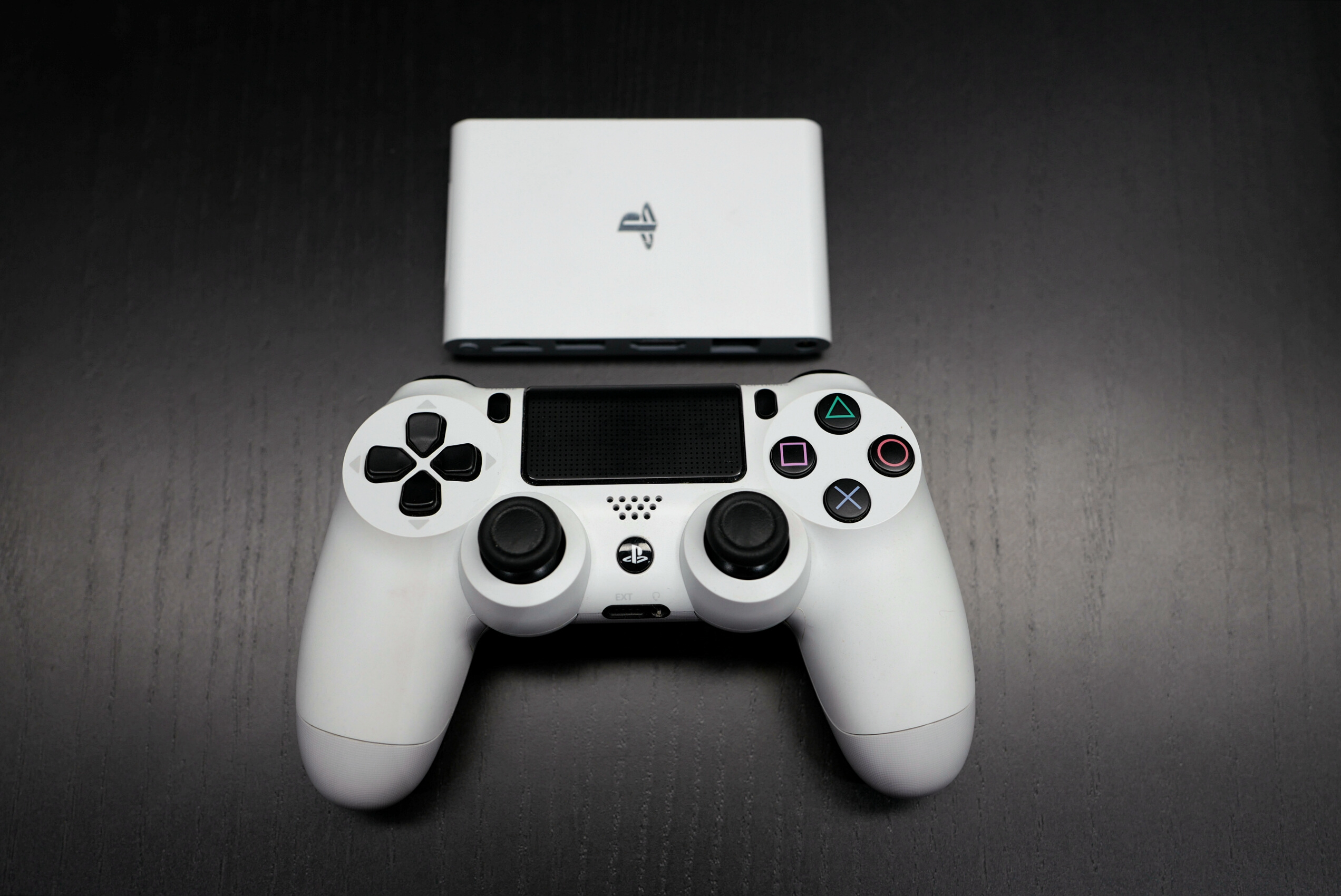
Белый PlayStation TV и контроллер DualShock 4.

PC World назвал устройство удивительным изобретением, высоко оценив возможность играть в игры Vita и PSP на большом экране. IGN заявил, что консоль «может быть одним из самых захватывающих новых продуктов Sony и может обеспечить решающее преимущество для PS4».
Различные комментаторы сравнивали устройство с телевизионными приставками, включая устройства потоковой передачи мультимедиа (такие как Apple TV и Chromecast) и другие микроконсоли, такие как Ouya. Time заявил, что консоль может хорошо конкурировать с конкурентами из телевизионных приставок с качественной библиотекой игр. Однако на момент запуска игровая библиотека была ограничена подмножеством игр для PS Vita, что негативно повлияло на ранние обзоры.
PlayStation TV вместе с PlayStation 4 получили в 2014 году награду Good Design Award от Японского института продвижения дизайна.
PlayStation TV было продано 42 172 единицы за первую неделю после выпуска в Японии. PlayStation TV активно продавалась вместе с God Eater 2, которая была выпущена в тот же день, что и устройство, и заняла первое место в японских чартах продаж программного обеспечения за эту неделю.

### Взлом совместимости и белого списка
Журналисты раскритиковали платформу за несовместимость с общей библиотекой программного обеспечения Vita. Сэм Байфорд из The Verge прокомментировал: "Самая вопиющая неудача Vita TV заключалась в том, что она не смогла стать Vita. Зависимость многих игр от сомнительных функций Vita, таких как задняя сенсорная панель, снова стала преследовать Sony, поскольку обширные массивы системной библиотеки оказались несовместимыми с обычным игровым контроллером. И даже некоторые игры, которые по всем правилам должны были работать, по какой-то причине не работали. Эндрю Хейворд из IGN написал: «К сожалению, любой, у кого есть большая библиотека Vita, наверняка довольно быстро обнаружит невероятно большие дыры в списке совместимости PlayStation TV. Более 140 совместимых игр для Vita на момент написания этой статьи представляют собой довольно небольшую часть игр, выпущенных в Северной Америке, и упущения сбивают с толку». Упущения включали некоторые из тяжелых хитов Vita, такие как Uncharted: Golden Abyss, Wipeout 2048, Assassin’s Creed III: Liberation, Lumines: Electronic Symphony, Tearaway, Gravity Rush, Borderlands 2, The Sly Collection и другие. Хейворд также сообщил: «В играх можно перемещаться по меню с помощью курсора с помощью сенсорной панели DualShock 4, так почему же Sony не заручилась поддержкой своих студий и сторонних партнеров, чтобы убедиться, что самые большие и лучшие игры Vita были исправлены и готовы к выпуску для игры же в первый день? Это не та вещь, о которой стоит игнорировать или беспокоиться в будущем». Ричард Лидбеттер из Eurogamer ’s Digital Foundry разделяет это мнение, утверждая, что такие игры, как Wipeout 2048, не нужно заносить в чёрный список, поскольку в них используется только сенсорный экран для меню, а доступ к ним можно получить с помощью эмуляции сенсорного указателя DualShock 4: «Жизнь владельца PlayStation TV может быть довольно неприятной, особенно когда огромное количество мобильных игр Vita, которые должны отлично работать на малоиспользуемой микроконсоли, вообще не загружаются из-за того, что они не включены в белый список одобренных игр Sony» Шон Холлистер из Gizmodo пожаловался, что на PS TV не работают даже порты игр для PlayStation 3, включая Sound Shapes, Flower и Guacamelee.
В 2015 и 2016 годах хакеры нашли способы перезаписать белый список PS TV, чтобы разрешить загрузку любой игры Vita. Но хотя все игры будут загружаться, проблемы совместимости сохраняются в некоторых играх Vita, зависящих от сенсорного управления и управления движением. Например, в Uncharted: Golden Abyss можно играть до любой мини-игры, предлагающей игроку наклонять Vita из стороны в сторону, чтобы сбалансировать Натана Дрейка, когда он пересекает бревно. Но по большей части взлом Whitelist был хорошо воспринят журналистами, так как во многие другие игры можно было играть от начала до конца. Кайл Орланд из Ars Technica сообщил: «Некоторые предприимчивые хакеры, по-видимому, проделали долгий путь к решению этой проблемы, повысив совместимость программного обеспечения PlayStation TV с помощью простого взлома». Джоэл Хруска из ExtremeTech сообщил, что «полных 30 дополнительных игр» из его коллекции игр Vita были совместимы со взломом PS TV Whitelist. Джей Си Торрес подтвердил, что Assassin’s Creed III: Liberation, Call of Duty: Black Ops Declassified, Hatsune Miku: Project DIVA F, Silent Hill: Book of Memories и Gravity Rush входят в число игр, совместимых со взломом. Он также сообщил: «Интересно, что Netflix также становится совместимым с этим взломом. Netflix — любопытный случай для PS TV, поскольку приложение, которое работало для Vita, остается неработающим для мини-консоли. Трагедия для телевизионной приставки». Лидбеттер радовался: «Впервые вы можете играть в неодобренные игры, такие как Wipeout 2048 и Metal Gear Solid HD Collection, на своем портативном устройстве, а затем продолжать играть в них дома на большом экране». Он также считал, что «этот эксплойт открывает некоторые восхитительные игровые возможности». Марлиэлла Мун из Engadget даже пошутила о несовместимости стандартного PS TV в своем обзоре взлома белого списка: «Если у вас есть PlayStation TV, которая пылится где-то в шкафу, это может сделать его снова полезным».